# Landbewirtschaftungsgesellschaft Ukraine
Die Landbewirtschaftungsgesellschaft Ukraine m.b.H. (LBGU) war eine deutsche Organisation, die während des Zweiten Weltkriegs die Aufgabe hatte, die Landwirtschaft in der von der deutschen Wehrmacht besetzten Ukrainischen Sozialistischen Sowjetrepublik auszubeuten und ihre Erträge zum einen der Wehrmacht, zum anderen der deutschen Bevölkerung im Reichsgebiet zur Verfügung zu stellen. Sie war dem »Reichsministerium für die besetzten Ostgebiete« (RMfdbO) unterstellt.

## Vorgeschichte und Gründung
Nur knapp zwei Monate nach dem deutschen Angriff auf die Sowjetunion vom 22. Juni 1941 ordnete der Beauftragte für den Vierjahresplan, Reichsmarschall Hermann Göring, mit seinen Erlassen vom 12. und vom 17. September 1941 die Errichtung einer Landbewirtschaftungsgesellschaft in dem am 20. August 1941 gegründeten Reichskommissariat Ukraine (RKU) an. Er wies den Reichskommissar für die Ukraine Erich Koch an, dieser Landbewirtschaftungsgesellschaft die treuhänderische Verwaltung und Bewirtschaftung der nationalisierten landwirtschaftlichen Grundstücke und Betriebe zu übertragen, insbesondere der Staatsgüter (Sowchosen), Maschinen-Traktoren-Stationen (MTS), Saatzuchtbetriebe und technischen Nebenbetriebe.
Der größere Teil der Ukraine unterstand nach seiner Besetzung durch die Wehrmacht von 1941 bis 1943/44 als Reichskommissariat Ukraine einer Zivilverwaltung durch das Reichsministerium für die besetzten Ostgebiete. Die ukrainische Hauptstadt Kiew war vom 19. September 1941 bis zur Rückeroberung durch die Rote Armee am 6. November 1943 deutsch besetzt.
Auf Anweisung von Erich Koch wurde durch Gesellschaftsvertrag vom 31. August 1942 die Landbewirtschaftungsgesellschaft Ukraine m.b.H. als Gesellschaft mit beschränkter Haftung (GmbH) mit Hauptsitz im ukrainischen (ehemals ost-polnischen) Rovno im RKU gegründet.
Neben der LBGU bestand auch die Landbewirtschaftungsgesellschaft Ostland (LBGO), die im Reichskommissariat Ostland (RKO) die gleiche Funktion übernahm wie die LBGU in der Ukraine.
Die militärischen Wirtschaftsdienstellen (Wi-Dienststellen) der Wehrmacht übergaben diesen Landbewirtschaftungsgesellschaften in ihrem vorgelagerten Operationsgebiet die entsprechenden landwirtschaftlichen Grundstücke und Betriebe zur treuhänderischen Bewirtschaftung.

## Struktur und Organisation der LBGU

### Räumliche Gliederung
Hauptsitz der LBGU war in Riwne (Rowno, Ukraine), also am Hauptsitz des Reichskommissariates Ukraine, ferner existierten Stützpunkte der LBGU in Nikolayev (Ukraine), in Kiew (Ukraine) und in Tarnów (Polen).
Der Zentralstelle der LBGU in Riwne unterstanden ihre sechs Bezirksstellen, die jeweils für das Gebiet eines Generalbezirks des Reichskommissariates Ukraine zuständig waren. Es gab also LBGU-Bezirksstellen in (von Westen nach Osten):
- Wolhynien und Podolien
- Shitomir
- Kiew
- Nikolajew
- Dnjepropretrowsk
- Krim (Teilbezirk Taurien)

Den sechs Bezirksstellen und ihren fünf Nebenstellen unterstanden die Gebietsstellen und die Kreisstellen. Unterhalb der Kreisstellen folgten die Stützpunkte für allgemeine landwirtschaftliche Betriebe und die Oberleitungen der Staatsgüter. Anfang des Jahres 1943 unterstanden der LBGU 1912 Stützpunkte, die durchschnittlich etwa 10–12.000 ha umfassten, sowie 274 Oberleitungen mit einer Größe von 6–15.000 ha im Durchschnitt. Mit Stand vom 1. Juli 1943 unterhielt die LBGU 114 Gebietsstellen, 431 Kreisstellen, 2870 Stützpunkte und 400 Oberleitungen.
Nach dem Ende April / Anfang Mai 1944 abgeschlossenen Rückzug der Deutschen aus der Ukraine befand sich die letzte Dienststelle der LBGU offenbar in Ostrava (Mährisch-Ostrau) in Tschechien.

### Funktionale Gliederung
Funktional war die LBGU als Gesellschaft mit beschränkter Haftung in den Verwaltungsrat, die Gesellschafterversammlung und die Zentralgeschäftsstelle gegliedert.
An der Spitze des Verwaltungsrates stand der Leiter der Hauptabteilung Ernährung und Landwirtschaft beim Reichskommissariat Ukraine, der sächsische Landesbauernführer Hellmut Körner. Dessen Vorgesetzter war der Reichskommissar für die Ukraine und NSDAP-Gauleiter Erich Koch. Dem Verwaltungsrat gehörten weitere Landwirtschaftsfunktionäre an.
Die Zentralgeschäftsstelle gliedert sich auf in die zwei Gruppen „Landwirtschaft“ und „Verwaltung“. Die Gruppe „Landwirtschaft“ bestand aus vier Zentralabteilungen, die Gruppe Verwaltung aus drei Zentralabteilungen. Außerdem unterstanden der Zentralgeschäftsstelle die vier Hauptabteilungen „Allgemeine Betriebe“, „Staatsgüter“, „Saatzuchten“ und „Maschinen-Traktoren-Stationen“ (MTS).

## Aufgaben und Tätigkeit der LBGU
Die LBGU hatte gemäß ihrem Gesellschaftsvertrag vom 31. August 1942 und der Einweisungsverordnung des Reichskommissars für die Ukraine zwei Aufgaben: Ihre erste Aufgabe bestand in der Leitung und Bewirtschaftung der ehemals sowjetischen Staatsgüter (ehemalige Sowchosen), Saatzuchtbetriebe, Motoren-Traktoren-Stationen und Meisterwerkstätten, ihre zweite Aufgabe in der Lenkung der landwirtschaftlichen Produktion in den Gemeinwirtschaften, Landbaugenossenschaften (ehemalige Kolchosen) und den wiedergeschaffenen (entkollektivierten) landwirtschaftlichen Einzelhöfen. Über Gemeinwirtschaften und Landbaugenossenschaften hatte die LBGU ein weitreichendes Weisungsrecht.
Die Anzahl der von der LBGU verwalteten Betriebe (mit Stand vom 1. Juli 1943) beziffert der Leiter des Reichsministeriums für die besetzten Ostgebiete, Alfred Rosenberg, in einem Schreiben an den Leiter der Partei-Kanzlei der NSDAP, Martin Bormann, vom 17. Oktober 1944, wie folgt:

„Die Landbewirtschaftungsgesellschaft Ukraine (LBGU) hatte folgende Aufgaben (Zahlen nach dem Stand vom 1. Juli 1943):
a) betriebswirtschaftliche Betreuung der fast 31.000 Gemeinwirtschaften und Landbaugenossenschaften (ehemalige Kolchosen) mit 1,7 Mill. Hofstellen, der fast 540.000 bäuerlichen Einzelbetriebe – bewirtschaftete Nutzfläche im Höchststand 38 Mill. ha, im Sommer 1943 24,5 Mill. ha –,
b) treuhänderische Bewirtschaftung der 1.875 Staatsgüter mit einer landwirtschaftlich genutzten Fläche von 2,8 Mill. ha,
c) treuhänderische Bewirtschaftung der 72 Zuchtstationen mit einer Fläche von 124.000 ha, Saatgutvermehrung mit einer Planfläche von 424.000 ha, treuhänderischer Betrieb von 17 Saatgutkontoren, 270 Saatgutpunkten und 619 Saatgutlagern mit einem Saatgut-Fassungsvermögen von 192.000 to,
d) treuhänderische Bewirtschaftung der 900 Maschinen- und Traktorenstationen (MTS) mit 49.600 Traktoren.“

Einem Zeitungsartikel aus dem Jahr 1942 zufolge gab es in der Ukraine 2.215 Staatsgüterbetriebe von sehr unterschiedlicher Größe; die größten Staatsbetriebe sollen demnach Anbauflächen von bis zu 80.000 Hektar gehabt haben, ihre Durchschnittsgröße soll bei etwa 2.850 Hektar gelegen haben.
Die von der LBGU verwalteten landwirtschaftlichen Betriebe mussten ihre Erzeugnisse – mit Ausnahme des Saatgutes und der unmittelbar von ihnen selbst benötigten Güter – an die Zentralhandelsgesellschaft Ost für landwirtschaftlichen Absatz und Bedarf (ZO) liefern. Als Abgabepunkte für diese landwirtschaftlichen Erzeugnisse wurden so genannte Sagots (Ankaufstellen) aus sowjetischer Zeit weiterverwendet. Die landwirtschaftlichen Betriebe erhielten von den Sagots eine Quittung für die eingelieferten Produkte, für die sie wiederum ein entsprechendes Guthaben auf ihrem Bankkonto gutgeschrieben bekamen.

## Finanzierung der LBGU
Die LBGU hatte das Recht, von den von ihr „betreuten“ landwirtschaftlichen Betrieben eine so genannte Verwaltungskostenumlage zu erheben. Außerdem erzielte sie laufende Einnahmen aus dem Verkauf landwirtschaftlicher Güter.

## Niederländische Kolonisten in der LBGU
Die LBGU war in die Umsetzung des „Generalplans Ost“ zur „Umvolkung“ Mittel-Ost-Europas eingebunden, der vorsah, die jüdische Bevölkerung der Ukraine zu töten, die slawische Bevölkerung der Ukraine zu unterjochen sowie nach militärstrategischen Gesichtspunkten „Volksdeutsche“ (Deutschstämmige) innerhalb der Ukraine umzusiedeln und „germanische“ (vor allem niederländische) Siedler in der Ukraine neu anzusiedeln.
Geführt wurde die LBGU überwiegend von deutschen Landwirten des Reichsnährstandes. Als Stützpunktleiter der LBGU wurden vereinzelt auch niederländische Siedler eingesetzt, die von der Nederlandsche Oost Compagnie (NOC) in die Ukraine vermittelt wurden.
Die NOC betrieb im weißrussischen Rogatschew eine eigene Ausbildungsstätte  für niederländische Kolonisten im so genannten „Ostland“. Direktor dieser Landwirtschaftsschule des NOC war der niederländische Landwirt Arnout de Waard. Die Schulung in Rogatschew erfolgte durch deutsche Fachkräfte der LBGU. Jeweils etwa 30 niederländische Ost-Kolonisten erhielten eine zwei- bis dreiwöchige Ausbildung. Danach wurden die meisten von ihnen zunächst für einige Zeit einem deutschen Stützpunktleiter der LBGU als Gehilfe beigegeben, bevor sie selbst Stützpunktleiter wurden. Sie erhielten eine dunkelgrüne Uniform und eine Grundausbildung im Umgang mit Pistole und Karabiner.

## Funktionäre der LBGU
Mit Stand vom 30. Juni 1943 waren bei der LBGU 4500 deutsche und niederländische Kräfte beschäftigt.
An der Spitze des Verwaltungsrates der LBGU stand der Leiter der Hauptabteilung Ernährung und Landwirtschaft beim Reichskommissariat Ukraine (RKU), der sächsische Landesbauernführer und SS-Brigadeführer Hellmut Körner.
Gustav Hacker, der 1979 verstorbene frühere hessische Minister für Landwirtschaft und Forsten (1955–1966), war von 1942 bis 1944 in führender Stellung in der Landbewirtschaftungsgesellschaft Ukraine tätig.
Kurt Schumann war Leiter der Bezirksstelle Kiew der LBGU und zugleich Leiter der Bezirksstelle „Ernährung und Landwirtschaft“ des Generalkommissars in Kiew.
Von Mitte 1943 bis Herbst 1944 war Hans Bavendamm Geschäftsführer der Geschäftsstelle der Landbewirtschaftungsgesellschaft Ukraine in Kiew. Sein Dienstbezirk waren die Gaue Kiew und Poltawa.

## Abwicklung der LBGU
Nach der Schlacht um Kiew im November 1943 begann der allmähliche Rückzug der deutschen Verbände aus der Ukraine. Bis Ende April 1944 hatte die Rote Armee die gesamte Ukraine von der Wehrmacht zurückerobert. Die Abwicklung der LBGU sollte bis Ende des Jahres 1944 abgeschlossen werden.
Nach dem Rückzug der Deutschen aus der Ukraine war die letzte Dienststelle der LBGU offenbar in Mährisch-Ostrau im Protektorat Böhmen und Mähren.